# Thuylamea shiranui
Thuylamea shiranui is een garnalensoort uit de familie van de Alpheidae. De wetenschappelijke naam van de soort werd voor het eerst geldig gepubliceerd in 2018 door Komai.